# Быков, Евгений Николаевич
Евге́ний Никола́евич Бы́ков (род. 2 мая 1967, Курган) — российский гитарист, аранжировщик, композитор.

## Биография
Евгений Николаевич Быков родился 2 мая 1967 года в Кургане. Семья жила в микрорайоне Копай.
После окончания средней школы № 46 поступил в Курганское музыкальное училище на духовое отделение (фагот), параллельно занимаясь гитарой. Работал в качестве гитариста в различных коллективах (направление «поп-рок»).
С 1994 года начал сотрудничество с известным курганским автором-исполнителем Анатолием Киреевым как гитарист-аранжировщик. Впоследствии записал более сорока аудио альбомов в жанре бардовской песни и русского шансона. Среди них совместные работы с Анатолием Киреевым, Вадимом Егоровым, Виктором Берковским, Леонидом Сергеевым, Лидией Чебоксаровой, Дмитрием Богдановым, Натальей Дудкиной, Ксенией Полтевой, Евгением Григорьевым (Жека), Александром Маршалом и др.
Принимал участие в записи альбомов проекта «Песни Нашего Века» и мюзикла Эдуарда Артемьева «Раскольников» (партия классической гитары).
В 2011 году выпустил сольный альбом «Кино», содержащий 12 композиторских работ.
В 2015 году записал второй сольный альбом «Da capo al fine», содержащий 5 композиторских работ и 5 оригинальных обработок классических пьес.

## Дискография

### Сольно
- 2011 — «Кино».
- 2015 — «Da capo al fine».

### Как аккомпаниатор и аранжировщик
- 1998 — «Спляшем, Пегги!» — детский альбом В. С. Берковского.[4]
- 1998 — «Строчки наших душ» — Татьяна Синицына.
- 1998 — «Под диктовку дождя» — Анатолий Киреев.
- 1999 — «Под музыку Вивальди» — Виктор Берковский.
- 2000 — «Хризантема» — Борис Кинер и Михаил Цитриняк.
- 2000 — «Пантомима» — Лидия Чебоксарова
- 2000 — «Подари мне рассвет» — Анатолий Киреев
- 2000 — «Фарфоровая свадьба» — Леонид Сергеев
- 2001 — «В нашу гавань заходили корабли. Часть 6. Эх, ма, кутерьма»
- 2001 — «Отзвук звука» — Вадим Егоров
- 2001 — «Симфония нутра» — Леонид Сергеев[5].
- 2001 — «Песни нашего века. Часть 3».
- 2002 — «Чёрно-белый цветок XX века» — Александр Никифоров и Андрей Павлов.
- 2002 — «Красный мячик» — Леонид Сергеев.
- 2003 — «Третий» — трио «БрюТ».
- 2003 — «Подлежащее» — избранные аранжировки Евгения Быкова.
- 2003 — «Табуретка» — Дмитрий Богданов и Ольга Муратова.
- 2003 — «Когда накроюсь медным тазом» — Михаил Кочетков.
- 2003 — «Промежуточный финиш» — Леонид Сергеев.
- 2003 — «Песни нашего века. Пост Скриптум».
- 2004 — «Песни нашего века. Песни Булата Окуджавы».
- 2004 — «Вальс при свете фонаря» — Вадим Егоров.
- 2004 — «15 песен Владимира Музыкантова».
- 2004 — «Сколько зим, сколько лет» — Анатолий Киреев.
- 2005 — «15 песен Михаила Щербакова».
- 2005 — «Песни нашего века. Песни Виктора Берковского».
- 2007 — «Растительная жизнь» — Вадим Егоров.
- 2007 — «Формула жизни» — Наталья Дудкина.
- 2007 — «Преступление и наказание» — Эдуард Артемьев.
- 2008 — «15 песен Александра Иванова».
- 2008 — «Пой, парень, пой! — Песни Бориса Кинера».
- 2008 — «Держите тормоза» — Леонид Сергеев.
- 2012 — «Сяду-Поеду» — Леонид Сергеев.
- Полная дискография